# Jarl af Pembroke
Jarl af Pembroke er en engelsk titel, der siden 16. århundrede har været i familien Herberts besiddelse, men før den tid har tilhørt flere forskellige slægter. 
Den første jarl af Pembroke var Gilbert de Clare (1138), gennem hvis sønnedatter familiens godser gik over til hendes ægtefælle, William Marshal, en af de ædleste, forstandigste og kraftigste af sin tids engelske riddere. 1199 udnævnte kong Johan uden land ham til jarl af Pembroke, senere også til arvelig rigsmarskal, og denne konge fik i ham en udmærket støtte i sine krige mod Frankrig og ved de mange underhandlinger, der foranledigedes af de evindelige stridigheder med de misfornøjede baroner og prælater. Efter Johans død (19. oktober 1216) bragte han som rigsforstander og formynder for den 9-årige tronarving (Henrik III) ro og orden til veje indadtil og udadtil, og den kraft, besindighed og klogskab, hvormed han førte sit fædreland ud af en højst farlig krise, har med rette sikret ham et berømmeligt eftermæle i Englands historie. For at hindre den franske prins Ludvig (Ludvig VIII), der gjorde fordring på den engelske krone og stod i begreb med at gøre landgang i England, i at nå sit mål, lod han straks Henrik III krone (28. oktober 1216), sammenkaldte baroner og prælater til et møde i Bristol (12. november samme år), hvor Magna Charta stadfæstedes, og slog det følgende år franskmændene og deres engelske tilhængere ved Lincoln (20. maj), hvorefter Frankrig måtte slutte fred i Lambeth (nu en del af London) 11. september samme år. 
Desværre for England døde den højtfortjente jarl allerede 17. maj 1219, og da ingen af hans sønner efterlod sig arvinger, overdrog Henrik III efter den sidstes død (1245) det ledige len til sin halvbroder Guillaume de Valence. Han efterfulgtes af sin søn Aymer (Almerik), der udmærkede sig i kampen mod skotterne og i slaget ved Bannockburn (1314) reddede Edvard II's liv. Efter at han 1323 var død uden arvinger, stod lenet ledigt indtil 1339, da Edvard III udnævnte Lawrence of Hastings, en baron, der på kvindesiden var beslægtet med Aymer, til jarl af Pembroke. Han døde allerede 1348, hvorpå hans søn John, der var født efter faderens død, arvede jarleværdigheden. I en meget ung alder anførte han under den sorte Prins en engelsk hærafdeling i krigen mod Frankrig, blev statholder i Guienne (1370), men tabte 1372 ved La Rochelle et søslag mod en forenet fransk-kastiliansk flåde. 1375 døde han, kun 27 år gammel, og efterfulgtes som jarl af Pembroke af sin søn John, der ligeledes døde ung, idet han 1391 kom af dage ved en turnering i Woodstock. 
Atter inddrogs lenet under kronen, fra hvilken det gik over til to af Henrik IV's sønner, hertug Johan af Bedford (død 1435) og hertug Humphrey af Gloucester (død 1447), hvorefter det tilfaldt William de la Pole, marki, senere hertug af Suffolk, en yndling af Margrete af Anjou, Henrik VI's dronning. Efter de la Poles mord (1450) udnævnte Henrik VI sin halvbroder Jasper Tudor, en søn af kongens moder, Katharina af Frankrig, i hendes andet ægteskab med Owen Tudor, til jarl af Pembroke. Denne mistede som tilhænger af huset Lancaster efter slaget ved Towton (1461) sit len, som han efter Richard III's fald ved Bosworth (1485) fik tilbagegivet af sin brodersøn Henrik VII, der desuden gjorde ham til hertug af Bedford og rigsmarskal samt vicekonge i Irland. 
Efter at Jasper Tudor var død barnløs 1495, bortfaldt titlen og fremkom først igen 1551 (Henrik VIII's anden dronning Anna Boleyn fik 1532 titel af markise af Pembroke), da Edvard VI udnævnte sir William Herbert, hvis familie jarleværdigheden af Pembroke havde tilhørt under Edvard IV og Richard III, til jarl af Pembroke. Denne mand, der havde indtaget en anselig stilling ved Henrik VIII's hof på grund af sit ægteskab med Anna Parr, en søster til Katharine Parr, var en af Edvard VI's formyndere og bevarede sin indflydelse under dronning Marie. Han førte den engelske hær, der skulle hjælpe Filip II i hans angreb på Frankrig. Som mistænkt for at have antaget sig Marie Stuarts sag måtte han forlade England 1569. 
Blandt de følgende indehavere af titlen, der endnu er i familien Herberts besiddelse, fremhæves William Herbert, 3. jarl af Pembroke, en fremtrædende skikkelse ved Jakob I's hof, og hans broder Philip Herbert, 4. jarl af Pembroke (1584—1650), i længere tid Jakob I's yndling, endelig Thomas Herbert, 8. jarl af Pembroke, der var en anset og indflydelsesrig statsmand i Vilhelm III's og Georg I's tid. Et andet bekendt medlem af familien var lord Sidney Herbert.